# Andrei Vîșinski
Andrei Ianuarievici Vîșinski (în rusă Андрей Януарьевич Вышинский) n. 28 noiembrie/10 decembrie 1883, Odessa, Imperiul Rus – d. 22 noiembrie 1954, New York City, New York, SUA) a fost un jurist și diplomat rus și sovietic de origine poloneză, membru al Partidului Comunist din 1920 și membru al Comitetului Central al Partidului Comunist al Uniunii Sovietice din 1939. 
El a fost cunoscut ca procuror general al URSS în procesele publice de la Moscova din vremea lui Stalin (Marea Epurare) și la Procesele de la Nürnberg. A îndeplinit și funcția de ministru al afacerilor externe al URSS în perioada 1949–1953, succedându-i lui Viaceslav Molotov. Vâșinski a primit Premiul Stalin în 1947.